# 水谷ひろしのちんからタイム
水谷ひろしのちんからタイム（みずたにひろしのちんからタイム）は、FM OSAKAで放送されているラジオ番組。

## 概要
2007年9月放送開始。その前月まで同枠で放送されていた『リンダ・コラソンのりんこらタイム』でリンダ・コラソンとともにパーソナリティーを務めていた水谷ひろしが引き続き担当している。
番組タイトルは前番組と語感が似ているものにしようとして、これに決まったらしい。
前座番組『Music Storage』からステブレレスでスタートする。オープニングではMusic Storageの話題を出すことが多い。また、FM OSAKAの番組事情について語ることもある。

## 放送日時
- 土曜日24:30 - 25:00

## 出演
- 水谷ひろし

## コーナー
- ちんからショッピング - お金があり余ってしょうがないリスナーのために面白いものを紹介。
- 水谷「ひろしです」-　「ひろしです」のパロディ。昔の仲間だったＭ君ネタが最近多い。
- 水谷ひろしのトークで行きたい　-　不定期のゲストコーナー、一応大阪の有名無名の話題の方を呼ぶと言っている。コーナージングルは、スターダストレビューの根本要が担当。
- 水谷ひろしの星を求めて　-　メールの紹介コーナー。
- 水谷ひろしのちんからアラカルト　-　中之島はも、堂島したびらめ、台湾どじょうの3人が好き勝手にしゃべっているだけ。